# L'ospite di mezzanotte
L'ospite di mezzanotte (The Midnight Guest) è un film muto del 1923 diretto da George Archainbaud. Prodotto e distribuito dalla Universal Pictures, aveva come interpreti Grace Darmond, Mahlon Hamilton, Clyde Fillmore, Mathilde Brundage, Pat Harmon.

## Trama
A Gabrielle, dopo essere stata scoperta a rubare a casa di William Chatfield, un noto filantropo, viene offerta la possibilità di redimersi. Dryden, un cinico amico del suo benefattore, le propone di diventare la sua amante. Benché attratta da lui, Gabrielle rifiuta. Poi, dopo che lui torna dal Congo dove era andato a caccia, sembra forse ritornare sulla sua decisione quando lui dichiara pubblicamente il suo amore per lei.

## Produzione
Il film, prodotto dalla Universal Pictures, ebbe i titoli di lavorazione Flesh e One Dark Night.

## Distribuzione
Il copyright del film, richiesto dalla Universal Pictures, fu registrato il 20 febbraio 1923 con il numero LP18711.
Distribuito dalla Universal Pictures, il film uscì nelle sale cinematografiche degli Stati Uniti il 19 marzo 1923, dopo essere stato presentato in prima a New York il 17 marzo. In Italia, ottenne il visto di censura 20356  nel febbraio 1925.
Copia della pellicola si trova conservata negli archivi di Amsterdam dell'EYE Film Institute Netherlands.